# عدم الانجبار
عدم الانجبار  هو فشل دائم لعملية الالتئام بعد كسر العظم، ومضاعفات خطيره للكسر ومن الممكن حدوثها إذا تحرك الكسر كثيرا.
المدمنون على التدخين لديهم معدل اعلي لعدم الانجبار. العملية الطبيعية لالتئام العظم تكون متقطعة أو متوقفة. في بعض حالات المفصل الزائف (المفصل الموهم) يتطور بين الشظيتين مع تكوين غضاريف وتجويف مشترك. عادة الانسجة بين الشظايا الغير ملتئمة تكون ندبة.
لما كانت عملية التئام العظم متنوعه، عدم الانجبار قد يستمر في الالتئام دون التدخل في القليل من الحالات. عامة، إذا ظل عدم الانجبار ثابت لمدة 6اشهر بعد الاصابه، سيبقي غير ملتئم دون علاج متخصص، عادة هو جراحة العظام. يطلق علي عدم الانجبار المتجه نحو الالتئام؛ الانجبار المتاخر.

## المظاهر السريريه
تاريخ العظم المكسور عادة مايكون واضح. يشكو المصاب من الم دائم عند نقطة الكسر ويلاحظ أيضا حركة غير طبيعية أو نقر علي مستوي الكسر.
الأشعة السينية علي لوحة العظم المكسور تظهر خط شعاعي نقي دائم عند الكسر. تكوين الدشبذ يكون دليلا، لكن الدشبذ لا يمر عبر الكسر.عندما يكون هنالك شك عن ترجمة الأشعة السينية، اجهاد الأشعة السينية أو الأشعة المقطعية أو توموجرام يمكن استخدامهم للتاكيد.

## الفسيولوجيا المرضيه
أسباب عدم الانجبار هي:
- النخر الوعائي (انقطاع وصول الدم بسبب الكسر)
- الطرفان غير متقاربان (أي انهم غير متقاربين لبعضهم البعض)
- العدوي (التهاب العظم والنقي خاصة)
- الكسر غير مثبت (أي ان الطرفين لايزالوا متحركين)
- الأنسجة الرخوه المتعرضة (العضلة أو الرباط الموجود يمنعهم من لمس بعضهم البعض)

### عدم الانجبار الضخامي
يتم تشكيل الدشبذ، لكن انضمام العظم المكسور لا يحدث، وذلك بسبب التثبيت الغير كافي للكسر والعلاج بعدم التحريك القوي.

### عدم الانجبار الضموري
لا يتم تشكيل الدشبذ. غالبا ما يعود الي التئام العظم المختل، على سبيل المثال نتيجة لأسباب وعائية (مثل ضعف إمدادات الدم لشظايا العظم)
أو لاسباب الايض مثل (السكري، أو التدخين).
فشل الالتئام الأولي، على سبيل المثال عندما تكون شظايا العظم منفصلة ب الأنسجة الرخوة مما يؤدي الي عدم انجبار ضموري أيضا. عدم الانجبار الضموري يمكن علاجه بتحسين التثبيت، ازالة الطبقة الأخيرة للعظم لتزويدة بطبقة للالتئام واستخدام طعوم عظامية.

## العلاج
يشمل العلاج استئصال انسجة الندبة من بين الكسر، عدم حركة الكسر عن طريق لوحة معدنية، قضبان، دبابيس، أو الطعوم العظمية. في الحالات البسيطة يكون الالتئام واضح خلال3اشهر. جافريل ليزاروف طور علاج للحالات الصعبة، حيث أثبت انه لا بد من ازالة جزء العظم المصاب والاطراف الجديدة (المستاصله) والعظم المتبقي يتم تطويله باستخدام جهاز تثبيت خارجي.الوقت المستهلك للالتئام بعد العلاج يكون أطول من نظيره الطبيعي.عادة ماتوجد علامات للالتئام خلال 3اشهر، والعلاج قد يمتد لاشهر عديدة بعد ذلك.

## الإنذار
بحكم التعريف، عدم الانحياز لن يتم ان تم تركه وحده. لذلك لن تتحسن أعراض المريض ووظيفة الطرف ستظل ضعيفه، سيكون من المؤلم تحمل الوزن عليها، وستكون مشوهة أو غير مستقرة.
انذار عدم الانجبار ان تم علاجه، سيعتمد علي عوامل عدة منها العمر، الصحة العامة للمريض، الوقت منذ حدوث الإصابة الاصلية، عدد الجراحات السابقة، تاريخ التدخين، مقدرة المريض للتعاون مع العلاج. 80 بالمائة من منطقة عدم الانجبار، ستلتئم بعد العملية الأولي.معدل النجاح مع العمليات الجراحية التابعة أقل.